# Michelin
Michelin (polno ime: Compagnie Générale des Établissements Michelin) je eden največjih svetovnih proizvajalcev avtomobilskih pnevmatik. Podjetje se znano tudi kot založniška hiša za »turistične vodnike Michelin«: Rdeči Michelin (vodič po restavracijah) in Zeleni Michelin (avtokarte). Slavni tradicionalni emblem oziroma logotip podjetja je t. i. Michelinov človek, čigar pravo ime je Bibendum. V lasti ima še dve znamki pnevmatik in sicer Kormoran in Kleber.